# Tercera Divisió Espanyola de futbol 2017-2018
La temporada 2017-2018 de la Tercera Divisió Espanyola és la quarta categoria de les Lligues de futbol d'Espanya, per sota de la Segona Divisió "B" i per sobre de les Divisions Regionals. Va començar el 19 d'agost de 2017 i finalitzarà el 24 de juny de 2018 amb els play-offs de la promoció d'ascens.

## Primera Fase: Fase de Grups
Consta de 18 grups distribuïts seguint criteris de proximitat geogràfica. Seguint un sistema de lliga per a cada un dels grups, els equips s'enfronten tots contra tots en dues ocasions, una en camp propi i una altra en camp contrari. L'ordre dels partits es decideix per sorteig abans de començar la competició.
La classificació final de cada grup s'estableix tenint en compte els punts obtinguts en cada enfrontament, a raó de tres per partit guanyat, un per empat i cap en cas de derrota.
Si en finalitzar la primera fase dos equips igualen a punts, els mecanismes per desempatar la classificació són els següents:
1. L'equip amb millor diferència entre gols a favor i gols en contra en els enfrontaments entre tots dos.
2. Si persisteix l'empat, es té en compte la diferència de gols a favor i en contra en tots els enfrontaments del campionat.

Si l'empat a punts es produeix entre tres o més equips, els successius mecanismes de desempat són els següents:
1. La millor puntuació que correspon a cadascú dels equips tenint en compte únicament els resultats dels enfrontaments directes entre els clubs implicats.
2. La major diferència de gols a favor i en contra, tenint en compte únicament els resultats dels enfrontaments directes entre els clubs implicats.
3. La major diferència de gols a favor i en contra tenint en compte tots els enfrontaments de la primera fase.
4. El major nombre de gols a favor tenint en compte tots els enfrontaments de la primera fase.

### Composició dels grups

#### Grup I - Galicia

##### Classificació[2]
| Equip                 | Pt | PJ | PG | PE | PP | GF | GC | DG  |
| --------------------- | -- | -- | -- | -- | -- | -- | -- | --- |
| S.D. Compostela       | 86 | 37 | 27 | 5  | 6  | 78 | 34 | +44 |
| Bergantiños C.F.      | 80 | 38 | 25 | 5  | 8  | 77 | 29 | +48 |
| Racing Club Villalbés | 71 | 38 | 21 | 8  | 9  | 60 | 30 | +30 |
| Alondras C.F.         | 69 | 38 | 20 | 9  | 9  | 61 | 34 | +27 |
| Arosa S.C.            | 67 | 38 | 17 | 16 | 5  | 65 | 34 | +31 |
| U.D. Somozas          | 63 | 38 | 18 | 9  | 11 | 63 | 42 | +21 |
| CD Barco              | 63 | 38 | 19 | 6  | 13 | 63 | 44 | +19 |
| CD Choco              | 59 | 38 | 17 | 8  | 13 | 50 | 44 | +6  |
| Ourense C.F. SAD      | 58 | 38 | 15 | 13 | 10 | 48 | 36 | +12 |
| CD Boiro              | 58 | 38 | 18 | 4  | 16 | 52 | 53 | -1  |
| Silva S.D.            | 55 | 38 | 16 | 7  | 15 | 45 | 46 | -1  |
| CD Ribadumia          | 47 | 38 | 12 | 11 | 15 | 44 | 55 | -10 |
| Céltiga FC            | 44 | 38 | 13 | 5  | 20 | 32 | 57 | -25 |
| C.D. Arenteiro        | 42 | 38 | 12 | 6  | 20 | 39 | 61 | -22 |
| Laracha C.F.          | 41 | 38 | 11 | 8  | 19 | 35 | 44 | -7  |
| CD Cultural Areas     | 34 | 38 | 9  | 7  | 22 | 48 | 82 | -34 |
| CF Noia               | 32 | 38 | 8  | 8  | 22 | 42 | 72 | -30 |
| U.D. Barbadás         | 32 | 38 | 8  | 8  | 22 | 29 | 61 | -32 |
| S.D. Negreira         | 31 | 38 | 7  | 10 | 21 | 31 | 63 | -32 |
| Villalonga FC         | 27 | 38 | 6  | 9  | 23 | 28 | 69 | -37 |

 Actualitzat a 13 de maig de 2018.
| Campió de Grup  |
| --------------- |
| S.D. Compostela |

#### Grup II - Astúries

##### Classificació[5]
| Equip                           | Pt | PJ | PG | PE | PP | GF | GC | DG  |
| ------------------------------- | -- | -- | -- | -- | -- | -- | -- | --- |
| Real Oviedo "B"                 | 82 | 38 | 24 | 10 | 4  | 73 | 19 | +54 |
| U.P. Langreo                    | 78 | 38 | 22 | 12 | 4  | 89 | 23 | +66 |
| Club Marino de Luanco           | 76 | 38 | 21 | 13 | 4  | 70 | 21 | +49 |
| CD Llanes                       | 75 | 38 | 24 | 3  | 11 | 65 | 48 | +17 |
| CD Covadonga                    | 72 | 38 | 21 | 9  | 8  | 83 | 46 | +37 |
| U.C. Ceares                     | 60 | 38 | 15 | 15 | 8  | 46 | 30 | +16 |
| C.D. Tuilla                     | 59 | 38 | 15 | 14 | 9  | 60 | 41 | +19 |
| CD Praviano                     | 58 | 38 | 15 | 13 | 10 | 45 | 37 | +8  |
| L'Entregu C.F.                  | 53 | 38 | 14 | 11 | 13 | 53 | 50 | +3  |
| E.I. San Martín del Rey Aurelio | 51 | 38 | 12 | 15 | 11 | 41 | 50 | -9  |
| CD Mosconia                     | 50 | 38 | 14 | 8  | 16 | 39 | 57 | -18 |
| U.D. Gijón Industrial           | 47 | 38 | 13 | 8  | 17 | 52 | 55 | -3  |
| CD Colunga                      | 45 | 38 | 13 | 9  | 16 | 44 | 60 | -16 |
| Condal Club                     | 44 | 38 | 11 | 11 | 16 | 39 | 67 | -28 |
| U.D. Llanera                    | 39 | 38 | 9  | 12 | 17 | 48 | 65 | -17 |
| Club Siero                      | 36 | 38 | 9  | 9  | 20 | 34 | 70 | -36 |
| Real Avilés C.F. SAD            | 32 | 38 | 8  | 8  | 22 | 35 | 64 | -29 |
| Valdesoto C.F.                  | 30 | 38 | 7  | 9  | 22 | 27 | 55 | -28 |
| Atlético de Lugones S.D.        | 28 | 38 | 7  | 7  | 24 | 22 | 68 | -46 |
| CD Roces                        | 24 | 38 | 6  | 6  | 26 | 29 | 68 | -39 |

 Actualitzat a 13 de maig de 2018.
 
El CD Colunga ha estat penalitzat amb 3 punts menys 
| Campió de Grup  |
| --------------- |
| Real Oviedo "B" |

#### Grup III - Cantàbria

##### Classificació[9]
| Equip                                   | Pt | PJ | PG | PE | PP | GF | GC | DG  |
| --------------------------------------- | -- | -- | -- | -- | -- | -- | -- | --- |
| Real Sociedad Gimnástica de Torrelavega | 91 | 38 | 27 | 10 | 1  | 83 | 21 | +62 |
| U.M. Escobedo                           | 86 | 38 | 26 | 8  | 4  | 80 | 30 | +50 |
| C.D. Laredo                             | 82 | 38 | 25 | 7  | 6  | 63 | 29 | +34 |
| C.D. Tropezón                           | 81 | 38 | 23 | 12 | 3  | 71 | 26 | +45 |
| Real Racing Club de Santander "B"       | 77 | 38 | 24 | 5  | 9  | 75 | 39 | +36 |
| CD Cayón                                | 68 | 38 | 20 | 8  | 10 | 61 | 35 | +26 |
| U.D. Sámano                             | 58 | 38 | 16 | 10 | 12 | 58 | 61 | -3  |
| S.D. Textil Escudo                      | 52 | 38 | 15 | 7  | 16 | 51 | 53 | -2  |
| S.D. Barreda Balompié                   | 49 | 38 | 13 | 10 | 15 | 49 | 57 | -8  |
| Atlético Albericia                      | 45 | 38 | 12 | 9  | 17 | 47 | 63 | -18 |
| Deportivo Rayo Cantabria                | 44 | 38 | 11 | 11 | 16 | 52 | 59 | -7  |
| A.D. Siete Villas                       | 41 | 38 | 11 | 8  | 19 | 46 | 56 | -10 |
| CD Guarnizo                             | 41 | 38 | 12 | 5  | 21 | 48 | 60 | -12 |
| Velarde C.F.                            | 40 | 38 | 9  | 13 | 16 | 29 | 47 | -18 |
| CF Vimenor                              | 39 | 38 | 10 | 9  | 19 | 37 | 51 | -14 |
| CD Bezana                               | 38 | 38 | 10 | 8  | 20 | 38 | 61 | -24 |
| S.D. Solares-Medio Cudeyo               | 37 | 38 | 10 | 7  | 21 | 37 | 62 | -25 |
| Selaya FC                               | 35 | 38 | 8  | 12 | 18 | 30 | 52 | -22 |
| E.D.M. Santillana                       | 24 | 38 | 4  | 12 | 22 | 29 | 73 | -44 |
| Castro FC                               | 22 | 38 | 5  | 7  | 26 | 27 | 77 | -48 |

 Actualitzat a 13 de maig de 2018.
 
El Deportivo Rayo Cantabria va ser relegat per descens administratiu.
| Campió de Grup                          |
| --------------------------------------- |
| Real Sociedad Gimnástica de Torrelavega |

#### Grup IV - Euskadi

##### Classificació[12]
| Equip                       | Pt | PJ | PG | PE | PP | GF | GC | DG  |
| --------------------------- | -- | -- | -- | -- | -- | -- | -- | --- |
| S.C.D. Durango              | 77 | 38 | 23 | 8  | 7  | 62 | 36 | +26 |
| Club Portugalete            | 71 | 38 | 21 | 8  | 9  | 63 | 29 | +34 |
| Deportivo Alavés "B"        | 65 | 38 | 17 | 14 | 7  | 55 | 27 | +28 |
| Sestao River Club           | 64 | 38 | 17 | 13 | 8  | 55 | 30 | +25 |
| S.D. Beasain                | 61 | 38 | 17 | 10 | 11 | 50 | 33 | +17 |
| Real Sociedad de Fútbol "C" | 61 | 38 | 16 | 13 | 9  | 48 | 48 | 0   |
| J.D. Somorrostro            | 58 | 38 | 14 | 16 | 8  | 59 | 43 | +16 |
| S.D. Deusto                 | 57 | 38 | 15 | 12 | 11 | 40 | 37 | +3  |
| S.D. Balmaseda FC           | 54 | 38 | 14 | 12 | 12 | 42 | 43 | -1  |
| Sodupe U.C.                 | 51 | 38 | 13 | 12 | 13 | 33 | 41 | -8  |
| CD Lagun Onak               | 50 | 38 | 12 | 14 | 12 | 44 | 49 | -5  |
| S.D. Zamudio                | 49 | 38 | 13 | 10 | 15 | 44 | 49 | -5  |
| Santutxu FC                 | 47 | 37 | 13 | 8  | 17 | 33 | 45 | -12 |
| CD Santurtzi                | 46 | 38 | 12 | 10 | 16 | 41 | 46 | -5  |
| C.D. Basconia               | 43 | 38 | 10 | 13 | 15 | 49 | 46 | +3  |
| Amurrio Club                | 43 | 38 | 10 | 13 | 15 | 38 | 46 | -8  |
| Bermeo F.T.                 | 39 | 38 | 9  | 12 | 17 | 31 | 52 | -21 |
| CD Anaitasuna               | 38 | 38 | 8  | 14 | 16 | 32 | 47 | -15 |
| CD Getxo                    | 31 | 38 | 7  | 10 | 21 | 23 | 49 | -26 |
| CD Aurrera de Vitoria       | 19 | 38 | 3  | 10 | 25 | 30 | 76 | -46 |

 Actualitzat a 13 de maig de 2018.
| Campió de Grup |
| -------------- |
| S.C.D. Durango |

#### Grup V - Catalunya

##### Classificació[15]
| Equip                    | Pt | PJ | PG | PE | PP | GF | GC | DG  |
| ------------------------ | -- | -- | -- | -- | -- | -- | -- | --- |
| R.C.D. Espanyol "B"      | 90 | 38 | 27 | 9  | 2  | 74 | 25 | +49 |
| U.E. Sant Andreu         | 71 | 38 | 19 | 14 | 5  | 61 | 24 | +37 |
| C.E. L'Hospitalet        | 71 | 38 | 21 | 8  | 9  | 61 | 31 | +30 |
| Terrassa FC              | 64 | 38 | 17 | 13 | 8  | 60 | 38 | +22 |
| A.E. Prat                | 63 | 38 | 18 | 9  | 11 | 57 | 35 | +22 |
| C.F. Pobla de Mafumet    | 63 | 38 | 17 | 12 | 9  | 40 | 25 | +15 |
| F.C. Ascó                | 60 | 38 | 15 | 15 | 8  | 47 | 41 | +6  |
| C.E. Europa              | 58 | 38 | 15 | 13 | 10 | 48 | 46 | +2  |
| F.C. Vilafranca          | 54 | 38 | 16 | 6  | 16 | 48 | 42 | +6  |
| U.E. Figueres            | 53 | 38 | 15 | 8  | 15 | 47 | 43 | +4  |
| U.A. Horta               | 50 | 38 | 14 | 8  | 16 | 47 | 52 | -5  |
| Cerdanyola del Vallès FC | 48 | 38 | 13 | 9  | 16 | 35 | 43 | -8  |
| F.C. Santboià            | 48 | 38 | 11 | 15 | 12 | 35 | 37 | -2  |
| C.F. Reus Deportiu "B"   | 47 | 38 | 12 | 11 | 15 | 40 | 50 | -10 |
| Santfeliuenc FC          | 46 | 38 | 12 | 10 | 16 | 43 | 42 | +1  |
| U.E. Castelldefels       | 44 | 38 | 11 | 11 | 16 | 40 | 46 | -6  |
| E.C. Granollers          | 38 | 38 | 11 | 5  | 22 | 32 | 54 | -22 |
| Palamós C.F.             | 31 | 38 | 7  | 10 | 21 | 38 | 64 | -26 |
| C.F. Gavà                | 21 | 38 | 4  | 9  | 25 | 28 | 87 | -59 |
| U.E. Vilassar de Mar     | 18 | 38 | 3  | 9  | 26 | 24 | 80 | -56 |

 Actualitzat a 13 de maig de 2018.
| Campió de Grup      |
| ------------------- |
| R.C.D. Espanyol "B" |

#### Grup VI - Pais Valencià

##### Classificació[18]
| Equip                        | Pt | PJ | PG | PE | PP | GF | GC | DG  |
| ---------------------------- | -- | -- | -- | -- | -- | -- | -- | --- |
| Atlético Levante U.D.        | 84 | 40 | 24 | 12 | 4  | 72 | 31 | +41 |
| C.D. Castellón               | 83 | 40 | 24 | 11 | 5  | 64 | 32 | +32 |
| Orihuela C.F.                | 78 | 40 | 23 | 9  | 8  | 62 | 28 | +34 |
| CF La Nucía                  | 71 | 40 | 19 | 14 | 7  | 67 | 34 | +33 |
| C.D. Eldense                 | 70 | 40 | 20 | 10 | 10 | 54 | 40 | +14 |
| CF Torre Levante Orriols     | 69 | 40 | 19 | 12 | 9  | 48 | 27 | +21 |
| C.D. Olímpic                 | 60 | 40 | 15 | 15 | 10 | 39 | 32 | +7  |
| Vila-real CF "C"             | 56 | 40 | 14 | 14 | 12 | 53 | 55 | -2  |
| U.D. Alzira                  | 51 | 40 | 12 | 15 | 13 | 42 | 46 | -4  |
| Novelda C.F.                 | 51 | 40 | 12 | 15 | 13 | 37 | 42 | -5  |
| CD Roda                      | 51 | 40 | 14 | 9  | 17 | 45 | 45 | 0   |
| Crevillente Deportivo        | 48 | 40 | 12 | 12 | 16 | 35 | 46 | -11 |
| Paterna C.F.                 | 47 | 40 | 10 | 17 | 13 | 40 | 47 | -7  |
| Silla C.F.                   | 46 | 40 | 12 | 10 | 18 | 47 | 46 | +1  |
| U.D. Rayo Ibense             | 45 | 40 | 10 | 14 | 16 | 32 | 47 | -15 |
| Elche Ilicitano              | 43 | 40 | 9  | 16 | 15 | 38 | 45 | -7  |
| Paiporta C.F.                | 43 | 40 | 10 | 13 | 17 | 42 | 63 | -21 |
| CD Almazora                  | 42 | 40 | 12 | 6  | 22 | 32 | 64 | -32 |
| CD Buñol                     | 39 | 40 | 9  | 12 | 19 | 32 | 42 | -10 |
| CF Borriol                   | 27 | 40 | 5  | 12 | 23 | 34 | 69 | -35 |
| CF Recambios Colón Catarroja | 25 | 40 | 3  | 16 | 21 | 32 | 66 | -34 |

 Actualitzat a 13 de maig de 2018.
| Campió de Grup        |
| --------------------- |
| Atlético Levante U.D. |

#### Grup VII - Comunitat de Madrid

##### Classificació[20]
| Equip                               | Pt | PJ | PG | PE | PP | GF | GC | DG  |
| ----------------------------------- | -- | -- | -- | -- | -- | -- | -- | --- |
| CF Internacional de Madrid Deportes | 79 | 38 | 23 | 10 | 5  | 62 | 21 | +41 |
| Getafe C.F. "B"                     | 78 | 38 | 23 | 9  | 6  | 67 | 31 | +36 |
| Rayo Vallecano de Madrid "B"        | 74 | 38 | 22 | 8  | 8  | 63 | 31 | +32 |
| R.S.D. Alcalá                       | 72 | 38 | 21 | 9  | 8  | 63 | 32 | +31 |
| CF Pozuelo de Alarcón               | 65 | 38 | 18 | 11 | 9  | 46 | 37 | +9  |
| CD San Fernando                     | 63 | 38 | 18 | 9  | 11 | 53 | 41 | +17 |
| Fútbol Alcobendas Sport             | 63 | 38 | 18 | 9  | 11 | 59 | 38 | +21 |
| CD Móstoles URJC                    | 61 | 38 | 16 | 13 | 9  | 56 | 41 | +15 |
| A.D. Alcorcón "B"                   | 57 | 38 | 15 | 12 | 11 | 65 | 43 | +22 |
| CF Trival Valderas Alcorcón         | 52 | 38 | 12 | 16 | 10 | 46 | 41 | +5  |
| S.A.D. Villaverde San Andrés        | 49 | 38 | 11 | 16 | 11 | 34 | 32 | +2  |
| CD Leganés "B"                      | 49 | 37 | 14 | 7  | 17 | 61 | 67 | -6  |
| Atlético de Pinto                   | 47 | 38 | 13 | 8  | 17 | 34 | 43 | -9  |
| CF San Agustín del Guadalix         | 45 | 38 | 10 | 15 | 13 | 43 | 54 | -11 |
| D.A.V. Santa Ana                    | 43 | 38 | 11 | 10 | 17 | 42 | 52 | -12 |
| C.D.F. Tres Cantos                  | 43 | 38 | 12 | 7  | 19 | 37 | 65 | -28 |
| CD Los Yébenes-San Bruno            | 33 | 38 | 8  | 9  | 21 | 26 | 63 | -37 |
| CD El Álamo                         | 32 | 38 | 7  | 11 | 20 | 31 | 55 | -24 |
| A.D. Colmenar Viejo                 | 30 | 38 | 7  | 9  | 22 | 45 | 72 | -27 |
| C.P. Parla Escuela                  | 4  | 38 | 0  | 4  | 34 | 16 | 93 | -77 |

 Actualitzat a 13 de maig de 2018.
| Campió de Grup                      |
| ----------------------------------- |
| CF Internacional de Madrid Deportes |

#### Grup VIII - Castella i Lleó

##### Classificació[22]
| Equip                        | Pt | PJ | PG | PE | PP | GF | GC | DG  |
| ---------------------------- | -- | -- | -- | -- | -- | -- | -- | --- |
| Unionistas de Salamanca C.F. | 80 | 38 | 25 | 5  | 8  | 72 | 34 | +38 |
| Arandina C.F.                | 77 | 38 | 24 | 5  | 9  | 79 | 26 | +53 |
| CD Cristo Atlético           | 74 | 38 | 22 | 8  | 8  | 69 | 38 | +31 |
| C.F. Salmantino              | 74 | 38 | 22 | 8  | 8  | 74 | 35 | +39 |
| Atlético Astorga FC          | 73 | 38 | 20 | 13 | 5  | 66 | 34 | +32 |
| Atlético Tordesillas         | 72 | 38 | 21 | 9  | 8  | 66 | 40 | +26 |
| La Bañeza FC                 | 68 | 38 | 21 | 5  | 12 | 53 | 52 | +1  |
| CD Numancia de Soria "B"     | 66 | 38 | 18 | 12 | 8  | 55 | 30 | +25 |
| Zamora C.F.                  | 58 | 38 | 15 | 13 | 10 | 51 | 41 | +10 |
| Real Ávila C.F. SAD          | 52 | 38 | 12 | 16 | 10 | 50 | 49 | +1  |
| CD La Virgen del Camino      | 42 | 38 | 10 | 12 | 16 | 41 | 54 | -13 |
| CyD Cebrereña                | 42 | 38 | 11 | 9  | 18 | 55 | 66 | -11 |
| Atlético Bembibre            | 38 | 38 | 10 | 8  | 20 | 40 | 61 | -21 |
| S.D. Almazán                 | 38 | 38 | 8  | 14 | 16 | 38 | 51 | -13 |
| CD Bupolsa                   | 37 | 38 | 7  | 16 | 15 | 44 | 56 | -12 |
| CD Burgos Promesas 2000      | 35 | 38 | 8  | 11 | 19 | 38 | 61 | -23 |
| Sporting Club Uxama          | 33 | 38 | 6  | 15 | 17 | 39 | 61 | -22 |
| Real Burgos C.F. SAD         | 32 | 38 | 8  | 8  | 22 | 31 | 82 | -51 |
| CD Becerril                  | 32 | 38 | 9  | 5  | 24 | 42 | 73 | -31 |
| CD San José                  | 18 | 38 | 4  | 6  | 28 | 26 | 85 | -59 |

 Actualitzat a 13 de maig de 2018.
| Campió de Grup               |
| ---------------------------- |
| Unionistas de Salamanca C.F. |

#### Grup IX - Andalusia Oriental i Melilla

##### Classificació[24]
| Equip                         | Pt | PJ | PG | PE | PP | GF | GC  | DG   |
| ----------------------------- | -- | -- | -- | -- | -- | -- | --- | ---- |
| Club Atlético Malagueño       | 96 | 42 | 30 | 6  | 6  | 95 | 31  | +64  |
| U.D. Almería "B"              | 86 | 42 | 26 | 8  | 8  | 97 | 35  | +62  |
| Real Jaén C.F.                | 82 | 42 | 25 | 7  | 10 | 58 | 29  | +29  |
| Antequera C.F.                | 82 | 42 | 24 | 10 | 8  | 78 | 37  | +41  |
| CD Huétor Tájar               | 82 | 42 | 25 | 7  | 10 | 77 | 49  | +28  |
| CF Motril                     | 81 | 42 | 25 | 6  | 11 | 85 | 56  | +29  |
| Linares Deportivo             | 74 | 42 | 23 | 5  | 14 | 68 | 47  | +21  |
| Atlético Mancha Real          | 72 | 42 | 21 | 9  | 12 | 66 | 46  | +20  |
| Loja C.D.                     | 69 | 42 | 20 | 9  | 13 | 87 | 63  | +24  |
| CD El Palo                    | 67 | 42 | 19 | 10 | 13 | 66 | 50  | +16  |
| U.D. Ciudad de Torredonjimeno | 67 | 42 | 19 | 10 | 13 | 79 | 65  | +14  |
| Vélez C.F.                    | 56 | 42 | 16 | 8  | 18 | 60 | 65  | -5   |
| CD Rincón                     | 52 | 42 | 15 | 7  | 20 | 53 | 61  | -8   |
| Juventud de Torremolinos C.F. | 50 | 42 | 15 | 5  | 22 | 64 | 76  | -12  |
| Martos C.D.                   | 47 | 42 | 14 | 5  | 23 | 58 | 85  | -27  |
| Atarfe Industrial C.F.        | 43 | 42 | 10 | 13 | 19 | 46 | 69  | -23  |
| U.D. San Pedro                | 43 | 42 | 12 | 7  | 23 | 43 | 80  | -37  |
| CD Huétor Vega                | 38 | 42 | 9  | 11 | 22 | 47 | 74  | -27  |
| Guadix C.F.                   | 37 | 42 | 9  | 10 | 23 | 40 | 77  | -37  |
| U.D. Maracena                 | 35 | 42 | 8  | 11 | 23 | 44 | 73  | -29  |
| Villacarrillo C.F.            | 28 | 42 | 7  | 7  | 28 | 44 | 79  | -35  |
| C.D.E. Melistar               | 12 | 42 | 3  | 3  | 36 | 24 | 132 | -108 |

 Actualitzat a 13 de maig de 2018.
| Campió de Grup          |
| ----------------------- |
| Club Atlético Malagueño |

#### Grup X - Andalusia Occidental i Ceuta

##### Classificació[27]
| Equip                    | Pt | PJ | PG | PE | PP | GF | GC | DG  |
| ------------------------ | -- | -- | -- | -- | -- | -- | -- | --- |
| Cádiz C.F. "B"           | 75 | 38 | 20 | 15 | 3  | 49 | 19 | +30 |
| A.D. Ceuta FC            | 74 | 38 | 21 | 11 | 6  | 54 | 24 | +30 |
| Algeciras C.F.           | 66 | 38 | 18 | 12 | 8  | 55 | 31 | +24 |
| Atlético Sanluqueño C.F. | 64 | 38 | 17 | 13 | 8  | 51 | 27 | +24 |
| U.B. Lebrijana           | 59 | 38 | 15 | 14 | 9  | 50 | 37 | +13 |
| Sevilla F.C. "C"         | 59 | 38 | 16 | 11 | 11 | 62 | 48 | +14 |
| CD Gerena                | 57 | 38 | 16 | 9  | 13 | 50 | 39 | +11 |
| A.D. San Fermín          | 53 | 38 | 13 | 14 | 11 | 47 | 44 | +3  |
| CD Cabecense             | 48 | 38 | 12 | 12 | 14 | 41 | 45 | -4  |
| CD Ciudad de Lucena      | 47 | 38 | 12 | 11 | 15 | 60 | 65 | -5  |
| C.D. San Roque de Lepe   | 45 | 38 | 12 | 9  | 17 | 50 | 60 | -10 |
| Atlético Espeleño        | 45 | 38 | 12 | 9  | 17 | 53 | 65 | -12 |
| C.D. Utrera              | 45 | 38 | 11 | 12 | 15 | 38 | 43 | -5  |
| CD Guadalcacín           | 45 | 38 | 9  | 18 | 11 | 38 | 46 | -8  |
| Arcos C.F.               | 44 | 37 | 11 | 11 | 16 | 43 | 57 | -14 |
| Xerez C.D.               | 43 | 38 | 12 | 7  | 19 | 50 | 66 | -16 |
| U.D. Los Barrios         | 44 | 38 | 9  | 16 | 13 | 38 | 44 | -6  |
| Atlético Onubense        | 41 | 38 | 11 | 8  | 19 | 42 | 54 | -12 |
| CD Alcalá                | 41 | 38 | 12 | 5  | 21 | 33 | 61 | -28 |
| Castilleja C.F.          | 34 | 38 | 9  | 7  | 22 | 41 | 70 | -29 |

 Actualitzat a 13 de maig de 2018.
| Campió de Grup |
| -------------- |
| Cádiz C.F. "B" |

#### Grup XI - Illes Balears

##### Classificació[29]
| Equip                        | Pt | PJ | PG | PE | PP | GF  | GC | DG  |
| ---------------------------- | -- | -- | -- | -- | -- | --- | -- | --- |
| R.C.D. Mallorca "B"          | 93 | 38 | 30 | 3  | 5  | 87  | 20 | +67 |
| UE Poblera                   | 89 | 38 | 29 | 2  | 7  | 101 | 30 | +71 |
| UE Eivissa                   | 88 | 38 | 27 | 7  | 4  | 91  | 17 | +74 |
| CE Felanitx                  | 69 | 38 | 21 | 6  | 11 | 59  | 41 | +18 |
| CF Platges de Calvià         | 58 | 38 | 16 | 10 | 12 | 51  | 47 | +4  |
| CE Binissalem                | 58 | 38 | 16 | 10 | 12 | 46  | 49 | -3  |
| UE Alcúdia                   | 58 | 38 | 17 | 7  | 14 | 42  | 49 | -7  |
| CE Constància                | 56 | 38 | 16 | 8  | 14 | 56  | 43 | +13 |
| Club Santa Catalina Atlético | 49 | 38 | 13 | 10 | 15 | 51  | 51 | 0   |
| CE Son Cladera               | 48 | 38 | 14 | 6  | 18 | 36  | 47 | -11 |
| CE Esporles                  | 48 | 38 | 14 | 6  | 18 | 36  | 47 | -11 |
| CE Manacor                   | 48 | 38 | 14 | 6  | 18 | 36  | 52 | -16 |
| CF Sant Rafel                | 45 | 38 | 12 | 9  | 17 | 44  | 60 | -16 |
| CE Ferriolense               | 44 | 38 | 12 | 8  | 18 | 42  | 60 | -18 |
| CE Llosetí                   | 43 | 38 | 11 | 10 | 17 | 40  | 68 | -28 |
| CE Mercadal                  | 43 | 38 | 13 | 4  | 21 | 43  | 62 | -19 |
| CE Santanyí                  | 40 | 38 | 10 | 10 | 18 | 46  | 65 | -19 |
| UE Collera                   | 40 | 38 | 10 | 9  | 19 | 43  | 67 | -24 |
| CE Cerverí                   | 35 | 38 | 10 | 5  | 23 | 42  | 65 | -23 |
| UE Petra                     | 17 | 38 | 3  | 8  | 27 | 21  | 73 | -52 |

 Actualitzat a 13 de maig de 2018.
| Campió de Grup      |
| ------------------- |
| R.C.D. Mallorca "B" |

#### Grup XII - Illes Canàries

##### Classificació[31]
| Equip                               | Pt | PJ | PG | PE | PP | GF | GC | DG  |
| ----------------------------------- | -- | -- | -- | -- | -- | -- | -- | --- |
| CD Tenerife "B"                     | 85 | 40 | 25 | 10 | 5  | 71 | 20 | +51 |
| C.D. Mensajero                      | 79 | 40 | 24 | 7  | 9  | 77 | 36 | +41 |
| U.D. San Fernando                   | 77 | 40 | 23 | 8  | 9  | 85 | 40 | +45 |
| U.D. Lanzarote                      | 73 | 40 | 21 | 10 | 9  | 75 | 43 | +32 |
| U.D. Ibarra                         | 71 | 40 | 20 | 11 | 9  | 68 | 41 | +27 |
| U.D. Las Palmas "C"                 | 66 | 40 | 19 | 9  | 12 | 63 | 44 | +19 |
| CD Santa Úrsula                     | 61 | 40 | 18 | 10 | 12 | 69 | 63 | +6  |
| U.D. Villa de Santa Brígida         | 60 | 40 | 16 | 12 | 12 | 61 | 56 | +5  |
| U.D. Las Zocas                      | 59 | 40 | 16 | 11 | 13 | 52 | 55 | -3  |
| CD Unión Sur Yaiza Montaña la Cinta | 59 | 40 | 16 | 11 | 13 | 42 | 50 | -8  |
| S.D. Tenisca                        | 54 | 40 | 15 | 9  | 16 | 58 | 57 | +1  |
| CF Panadería Pulido San Mateo       | 53 | 40 | 14 | 11 | 15 | 65 | 64 | +1  |
| CD Marino                           | 50 | 40 | 13 | 11 | 16 | 48 | 50 | -2  |
| Atlético Unión de Güímar            | 48 | 40 | 11 | 15 | 14 | 55 | 65 | -10 |
| CD Buzanada                         | 46 | 40 | 13 | 7  | 20 | 44 | 58 | -14 |
| CD El Cotillo                       | 44 | 40 | 11 | 11 | 18 | 38 | 60 | -22 |
| Unión Puerto del Rosario            | 41 | 40 | 10 | 11 | 19 | 28 | 53 | -25 |
| CD Vera                             | 38 | 40 | 9  | 11 | 20 | 45 | 61 | -16 |
| Estrella C.F.                       | 38 | 40 | 9  | 11 | 20 | 32 | 68 | -36 |
| U.D. Los Llanos de Aridane          | 31 | 40 | 8  | 7  | 25 | 40 | 78 | -38 |
| Haría C.F. - Rincón de Aganada      | 19 | 40 | 4  | 7  | 29 | 29 | 83 | -54 |

 Actualitzat a 13 de maig de 2018.
| Campió de Grup  |
| --------------- |
| CD Tenerife "B" |

#### Grup XIII - Múrcia

##### Classificació[33]
| Equip                                      | Pt | PJ | PG | PE | PP | GF | GC  | DG  |
| ------------------------------------------ | -- | -- | -- | -- | -- | -- | --- | --- |
| Yeclano Deportivo                          | 75 | 38 | 22 | 9  | 7  | 81 | 38  | +43 |
| Mar Menor C.F.                             | 68 | 38 | 19 | 11 | 8  | 59 | 39  | +20 |
| Club Atlético Pulpileño                    | 67 | 38 | 20 | 7  | 11 | 58 | 34  | +24 |
| E.D.M.F. Churra                            | 63 | 38 | 17 | 12 | 9  | 57 | 40  | +17 |
| S.F.C. Minerva                             | 62 | 38 | 16 | 14 | 8  | 63 | 46  | +17 |
| FC Pinatar                                 | 58 | 38 | 16 | 10 | 12 | 52 | 47  | +5  |
| Águilas FC                                 | 56 | 38 | 14 | 14 | 10 | 48 | 44  | +4  |
| FC Cartagena "B"                           | 55 | 38 | 15 | 10 | 13 | 49 | 51  | -2  |
| Estudiantes C.F.                           | 54 | 38 | 15 | 9  | 14 | 53 | 54  | -1  |
| UCAM Universidad Católica de Murcia CF "B" | 53 | 38 | 15 | 8  | 15 | 50 | 51  | -1  |
| Muleño C.F.                                | 52 | 38 | 13 | 13 | 12 | 43 | 46  | -3  |
| CD Minera                                  | 47 | 38 | 12 | 11 | 15 | 48 | 50  | -2  |
| Lorca F.C. "B"                             | 47 | 38 | 12 | 11 | 15 | 51 | 48  | +3  |
| Huércal-Olvera C.F.                        | 46 | 38 | 11 | 13 | 14 | 53 | 57  | -4  |
| CD Cieza                                   | 46 | 38 | 13 | 7  | 18 | 41 | 53  | -12 |
| Real Murcia C.F. "B"                       | 45 | 38 | 12 | 9  | 17 | 50 | 57  | -7  |
| U.D. Los Garres                            | 44 | 38 | 9  | 17 | 12 | 55 | 60  | -5  |
| La Unión C.F.                              | 42 | 38 | 10 | 12 | 16 | 43 | 53  | -10 |
| El Palmar C.F. - Estrella Grana            | 40 | 38 | 11 | 7  | 20 | 52 | 65  | -13 |
| CD Bala Azul                               | 15 | 38 | 3  | 6  | 29 | 30 | 105 | -75 |

 Actualitzat a 13 de maig de 2018.
 
El FC Pinatar va renunciar a la seva plaça per a la temporada següent.
 
El Lorca F.C. "B" va perdre la categoria després del descens administratiu de l'equip principal.
 
La Unión C.F. romandre en la divisió després de comprar la plaça del F.C. Pinatar.
| Campió de Grup    |
| ----------------- |
| Yeclano Deportivo |

#### Grup XIV - Extremadura

##### Classificació[39]
| Equip                     | Pt | PJ | PG | PE | PP | GF | GC | DG  |
| ------------------------- | -- | -- | -- | -- | -- | -- | -- | --- |
| CD Don Benito             | 89 | 38 | 28 | 5  | 5  | 68 | 18 | +50 |
| C.P. Cacereño             | 87 | 38 | 27 | 6  | 5  | 62 | 20 | +42 |
| U.P. Plasencia            | 86 | 38 | 27 | 5  | 6  | 75 | 29 | +46 |
| CD Coria                  | 79 | 38 | 23 | 10 | 5  | 73 | 23 | +50 |
| Moralo C.P.               | 79 | 38 | 24 | 7  | 7  | 74 | 30 | +44 |
| Jerez C.F.                | 63 | 38 | 18 | 9  | 11 | 72 | 50 | +22 |
| CD Diocesano              | 52 | 38 | 15 | 7  | 16 | 48 | 53 | -5  |
| CD Azuaga                 | 51 | 38 | 14 | 9  | 15 | 46 | 44 | +2  |
| CD Calamonte              | 47 | 38 | 11 | 14 | 13 | 44 | 47 | -3  |
| U.D. Montijo              | 45 | 38 | 13 | 6  | 19 | 34 | 55 | -21 |
| E.M.D. Aceuchal           | 43 | 38 | 13 | 4  | 21 | 44 | 55 | -11 |
| CD Castuera               | 42 | 38 | 10 | 12 | 16 | 48 | 70 | -22 |
| Extremadura U.D. "B"      | 41 | 38 | 11 | 8  | 19 | 52 | 60 | -8  |
| C.P. Valdivia             | 39 | 38 | 10 | 9  | 19 | 23 | 42 | -19 |
| Olivenza FC               | 39 | 38 | 9  | 12 | 17 | 38 | 58 | -20 |
| Atlético Club Pueblonuevo | 39 | 38 | 9  | 12 | 17 | 41 | 61 | -20 |
| Arroyo C.P.               | 37 | 38 | 10 | 7  | 21 | 34 | 63 | -29 |
| C.P. Amanecer             | 35 | 38 | 9  | 8  | 21 | 37 | 67 | -30 |
| CF Trujillo               | 34 | 36 | 8  | 10 | 20 | 32 | 64 | -32 |
| CD Santa Amalia           | 30 | 36 | 7  | 9  | 22 | 35 | 73 | -38 |

 Actualitzat a 13 de maig de 2018.
| Campió de Grup |
| -------------- |
| CD Don Benito  |

#### Grup XV - Navarra

##### Classificació[41]
| Equip                     | Pt | PJ | PG | PE | PP | GF | GC | DG  |
| ------------------------- | -- | -- | -- | -- | -- | -- | -- | --- |
| U.D. Mutilvera            | 90 | 38 | 28 | 6  | 4  | 77 | 25 | +52 |
| A.D. San Juan             | 74 | 38 | 21 | 11 | 6  | 52 | 22 | +30 |
| CD Iruña                  | 73 | 38 | 21 | 10 | 7  | 59 | 28 | +31 |
| U.C.D. Burladés           | 65 | 38 | 18 | 11 | 9  | 51 | 28 | +23 |
| Club Atlético Cirbonero   | 63 | 38 | 17 | 12 | 9  | 58 | 39 | +19 |
| CD Pamplona               | 54 | 38 | 15 | 9  | 14 | 44 | 41 | +3  |
| U.D.C. Txantrea KKE       | 53 | 38 | 12 | 17 | 9  | 50 | 41 | +9  |
| CD Ardoi                  | 51 | 38 | 16 | 3  | 19 | 51 | 57 | -6  |
| CD Cortes                 | 50 | 38 | 14 | 8  | 16 | 36 | 39 | -3  |
| Beti Kozkor KE            | 49 | 38 | 11 | 16 | 11 | 40 | 45 | -5  |
| CD Valle d'Egüés          | 48 | 38 | 12 | 12 | 14 | 48 | 48 | 0   |
| CD Baztán                 | 47 | 38 | 13 | 8  | 17 | 50 | 68 | -18 |
| CD Subiza Cendea de Galar | 46 | 38 | 11 | 13 | 14 | 53 | 57 | -4  |
| CD Cantolagua             | 46 | 38 | 13 | 7  | 18 | 41 | 56 | -15 |
| CD Huarte                 | 45 | 38 | 10 | 15 | 13 | 39 | 47 | -8  |
| CD Corellano              | 43 | 38 | 10 | 13 | 15 | 36 | 53 | -17 |
| CD Oberena                | 43 | 38 | 12 | 7  | 19 | 37 | 56 | -19 |
| CD Idoya                  | 32 | 38 | 7  | 11 | 20 | 37 | 61 | -24 |
| CD River Ega              | 32 | 38 | 7  | 11 | 20 | 45 | 67 | -22 |
| CD Garés                  | 31 | 38 | 7  | 10 | 21 | 28 | 54 | -26 |

 Actualitzat a 13 de maig de 2018.
 
El El C.D. Iruña va perdre la categoria després del descens de l'Osasuna B, en ser tots dos equips filials de l'Atlètic Osasuna.
| Campió de Grup |
| -------------- |
| U.D. Mutilvera |

#### Grup XVI - La Rioja

##### Classificació[45]
| Equip                    | Pt  | PJ | PG | PE | PP | GF  | GC  | DG   |
| ------------------------ | --- | -- | -- | -- | -- | --- | --- | ---- |
| C.D. Calahorra           | 104 | 38 | 33 | 5  | 0  | 131 | 11  | +120 |
| S.D. Logroñés            | 101 | 38 | 33 | 2  | 3  | 111 | 21  | +90  |
| Náxara C.D.              | 87  | 38 | 27 | 6  | 5  | 111 | 40  | +71  |
| Club Haro Deportivo      | 87  | 38 | 27 | 6  | 5  | 91  | 31  | +60  |
| CD Varea                 | 78  | 38 | 24 | 6  | 8  | 84  | 42  | +42  |
| CD Anguiano              | 75  | 38 | 23 | 6  | 9  | 102 | 59  | +43  |
| CD Alfaro                | 69  | 38 | 22 | 3  | 13 | 84  | 43  | +41  |
| U.D. Logroñés Promesas   | 65  | 38 | 20 | 5  | 13 | 79  | 48  | +31  |
| CD Berceo                | 48  | 38 | 15 | 3  | 20 | 44  | 77  | -33  |
| CD Pradejón              | 45  | 38 | 13 | 6  | 19 | 55  | 69  | -14  |
| Club Atlético River Ebro | 40  | 38 | 10 | 10 | 18 | 47  | 76  | -29  |
| Yagüe C.F.               | 40  | 38 | 12 | 4  | 22 | 57  | 112 | -55  |
| C.D. Arnedo              | 38  | 38 | 12 | 2  | 24 | 55  | 92  | -37  |
| Club Atlético Vianés     | 35  | 38 | 10 | 5  | 23 | 33  | 73  | -40  |
| CD Agoncillo             | 33  | 38 | 9  | 6  | 23 | 46  | 80  | -34  |
| C.P. Calasancio          | 32  | 38 | 9  | 5  | 24 | 32  | 70  | -38  |
| S.D. Oyonesa             | 31  | 38 | 7  | 10 | 21 | 45  | 86  | -41  |
| Casalarreina C.F.        | 31  | 38 | 9  | 4  | 25 | 37  | 86  | -49  |
| CD Tedeón                | 27  | 38 | 7  | 6  | 25 | 38  | 86  | -48  |
| CD Villegas              | 21  | 38 | 5  | 6  | 27 | 26  | 106 | -80  |

 Actualitzat a 13 de maig de 2018.
| Campió de Grup |
| -------------- |
| C.D. Calahorra |

#### Grup XVII - Aragó

##### Classificació[47]
| Equip              | Pt | PJ | PG | PE | PP | GF | GC | DG  |
| ------------------ | -- | -- | -- | -- | -- | -- | -- | --- |
| C.D. Teruel        | 82 | 38 | 25 | 7  | 6  | 81 | 30 | +51 |
| S.D. Borja         | 78 | 38 | 23 | 9  | 6  | 62 | 28 | +34 |
| S.D. Ejea          | 75 | 38 | 21 | 12 | 5  | 89 | 41 | +48 |
| S.D. Tarazona      | 73 | 38 | 22 | 7  | 9  | 85 | 39 | +46 |
| CD Robres          | 68 | 38 | 20 | 8  | 10 | 51 | 34 | +17 |
| C.D.J. Tamarite    | 60 | 38 | 17 | 9  | 12 | 57 | 48 | +9  |
| CF Illueca         | 59 | 38 | 16 | 11 | 11 | 53 | 44 | +9  |
| A.D. Almudévar     | 54 | 38 | 14 | 12 | 12 | 62 | 59 | +3  |
| Utebo FC           | 53 | 38 | 15 | 8  | 15 | 53 | 49 | +4  |
| CD Brea            | 50 | 38 | 14 | 8  | 16 | 47 | 53 | -6  |
| A.D. Sabiñánigo    | 50 | 38 | 12 | 14 | 12 | 43 | 48 | -5  |
| CD Sariñena        | 46 | 38 | 11 | 13 | 14 | 49 | 49 | 0   |
| CF Atlético Monzón | 43 | 38 | 12 | 7  | 19 | 43 | 58 | -15 |
| CD L'Almunia       | 43 | 38 | 12 | 7  | 19 | 50 | 73 | -23 |
| C.D. Binéfar       | 41 | 38 | 11 | 8  | 19 | 40 | 62 | -22 |
| CD Belchite        | 41 | 38 | 11 | 8  | 19 | 38 | 65 | -27 |
| U.D. Fraga         | 40 | 38 | 10 | 10 | 18 | 42 | 56 | -14 |
| CD Valdefierro     | 35 | 38 | 8  | 11 | 19 | 31 | 60 | -29 |
| CD Cariñena        | 29 | 38 | 5  | 14 | 19 | 36 | 77 | -41 |
| CD Caspe           | 23 | 38 | 4  | 11 | 23 | 25 | 63 | -38 |

 Actualitzat a 13 de maig de 2018.
| Campió de Grup |
| -------------- |
| C.D. Teruel    |

#### Grup XVIII - Castella-la Manxa

##### Classificació[49]
| Equip                   | Pt | PJ | PG | PE | PP | GF | GC | DG  |
| ----------------------- | -- | -- | -- | -- | -- | -- | -- | --- |
| U.B. Conquense          | 80 | 38 | 25 | 5  | 8  | 69 | 37 | +32 |
| C.P. Villarrobledo      | 79 | 38 | 23 | 10 | 5  | 81 | 33 | +48 |
| U.D. Socuéllamos C.F.   | 71 | 38 | 19 | 14 | 5  | 80 | 34 | +46 |
| Villarrubia C.F.        | 65 | 38 | 17 | 14 | 7  | 56 | 39 | +17 |
| Albacete Balompié "B"   | 64 | 38 | 18 | 10 | 10 | 58 | 39 | +19 |
| C.D. Guadalajara SAD    | 64 | 38 | 19 | 7  | 12 | 59 | 40 | +19 |
| Atlético Ibañés         | 60 | 38 | 17 | 9  | 12 | 52 | 43 | +9  |
| Mora C.F.               | 59 | 38 | 18 | 5  | 15 | 53 | 45 | +8  |
| CD Manchego Ciudad Real | 53 | 38 | 17 | 2  | 19 | 35 | 53 | -18 |
| CD Azuqueca             | 51 | 38 | 13 | 12 | 13 | 52 | 44 | +8  |
| La Roda C.F.            | 47 | 38 | 12 | 11 | 15 | 43 | 49 | -6  |
| CD Marchamalo           | 44 | 38 | 11 | 11 | 16 | 49 | 55 | -6  |
| CD Madridejos           | 44 | 38 | 12 | 8  | 18 | 34 | 62 | -28 |
| CD Villacañas           | 43 | 38 | 11 | 10 | 17 | 44 | 53 | -9  |
| CD Atlético Tomelloso   | 43 | 38 | 9  | 16 | 13 | 49 | 54 | -5  |
| CD Quintanar del Rey    | 41 | 38 | 9  | 14 | 15 | 37 | 56 | -19 |
| Almagro C.F.            | 41 | 38 | 10 | 11 | 17 | 33 | 48 | -15 |
| CD Pedroñeras           | 36 | 38 | 8  | 12 | 18 | 35 | 53 | -18 |
| U.D. Almansa            | 34 | 38 | 6  | 16 | 16 | 41 | 59 | -18 |
| CD Miguelturreño        | 18 | 38 | 3  | 9  | 26 | 24 | 89 | -65 |

 Actualitzat a 13 de maig de 2018.
| Campió de Grup |
| -------------- |
| U.B. Conquense |

### Classificació per a la Copa del Rei
Els equips que a la classificació final encapçalin el seu corresponent grup obtindran el dret a participar en la propera edició de la Copa del Rei, llevat que es tracti d'equips que tinguessin les condició de filials o dependents, en aquest cas seran substituïts pel equip millor classificat del grup.

### Classificació per a la Segona Fase
Els quatre primers classificats de cada grup, és a dir un total de setanta-dos equips, participaran en la segona fase.
Si entre els equips classificats als llocs que atorguen el dret a participar en la segona fase hagués clubs que, per la seva condició de filials o dependents, no poguessin optar a l'ascens, seran substituïts per l'equip millor classificat del seu grup i que no es s'hagi classificat prèviament per a la segona fase.

### Descensos
Baixaran a la primera de les categories territorials els clubs que en acabar la primera fase, ocupin els tres últims llocs en la classificació del seu respectiu grup.

## Segona Fase: Fase d'Ascens

### Ruta dels Campions
Els divuit equips campions dels seus respectius grups en finalitzar la primera fase, seran aparellats per sorteig i disputaran a doble partit, sent l'ordre de partits el d'extracció de les boles.
Els nou vencedors pujaran directament a Segona Divisió "B".
| Equip 1                | Global       | Equip 2               | Anada | Tornada |
| ---------------------- | ------------ | --------------------- | ----- | ------- |
| C.D. Calahorra         | 2–2 (5–3 p.) | Atlético Levante U.D. | 1–2   | 2–1     |
| C.F. Internacional     | 1–1 (c.c.)   | CD Tenerife "B"       | 0–0   | 1–1     |
| Unionistas C.F.        | 0–1          | CD Don Benito         | 0–0   | 0–1     |
| U.D. Mutilvera         | 1–5          | Real Oviedo "B"       | 0–2   | 1–3     |
| Gimnástica Torrelavega | 6–3          | R.C.D. Mallorca "B"   | 4–1   | 2–2     |
| S.D. Compostela        | 2–4          | R.C.D. Espanyol "B"   | 0–0   | 2–4     |
| Cádiz C.F. "B"         | 0–1          | C.D. Teruel           | 0–1   | 0–0     |
| S.C.D. Durango         | 1–1 (c.c.)   | U.B. Conquense        | 1–1   | 0–0     |
| Atlético Malagueño     | 1–1 (c.c.)   | Yeclano Deportivo     | 0–0   | 1–1     |

### Ruta dels No Campions

#### Primera Eliminatòria
Els divuit equips que ocupen els segons llocs seran aparellats per sorteig als divuit equips que van acabar quarts classificats del seu respectiu grup, sense enfrontar equips que provenen del mateix grup. El primer partit tindrà lloc a camp de l'equip que va ocupar la quarta posició
Els divuit equips tercers dels seus respectius grups s'emparellaran entre si per sorteig pur.
| Equip 1              | Global       | Equip 2                      | Anada | Tornada |
| -------------------- | ------------ | ---------------------------- | ----- | ------- |
| C.D. Tropezón        | 2–5          | C.D. Castellón               | 1–1   | 1–4     |
| C.E. Felanitx        | 0–3          | A.D. Ceuta FC                | 0–1   | 0–2     |
| U.D. Lanzarote       | 1–3          | C.P. Villarrobledo           | 1–1   | 0–2     |
| R.S.D. Alcalá        | 4–2          | A.D. San Juan                | 1–0   | 3–2     |
| C.F. Salmantino      | 5–4          | U.E. Poblense                | 2–2   | 3–2     |
| E.D.M.F. Churra      | 0–1          | C.P. Cacereño                | 0–0   | 0–1     |
| CD Llanes            | 0–3          | Club Portugalete             | 0–0   | 0–3     |
| CF La Nucía          | 6–6 (c.c.)   | U.M. Escobedo                | 5–3   | 1–3     |
| CD Coria             | 1–4          | Getafe C.F. "B"              | 1–2   | 0–2     |
| Alondras C.F.        | 3–5          | U.P. Langreo                 | 0–3   | 3–2     |
| Antequera C.F.       | 0–2          | U.E. Sant Andreu             | 0–1   | 0–1     |
| Sestao River Club    | 1–2          | Arandina C.F.                | 1–0   | 0–2     |
| Atlético Cirbonero   | 2–2 (c.c.)   | Bergantiños C.F.             | 1–0   | 1–2     |
| Terrassa FC          | 3–0          | Mar Menor C.F.               | 1–0   | 2–0     |
| Villarrubia C.F.     | 2–7          | U.D. Almería "B"             | 1–4   | 1–3     |
| Club Haro Deportivo  | 4–5          | S.D. Borja                   | 3–2   | 1–3     |
| Atlético Sanluqueño  | 2–0          | C.D. Mensajero               | 1–0   | 1–0     |
| S.D. Tarazona        | 4–2          | S.D. Logroñés                | 3–1   | 1–1     |
| Algeciras C.F.       | 1–3          | U.E. Eivissa                 | 0–1   | 1–2     |
| C.E. L'Hospitalet    | 0–3          | Náxara C.D.                  | 0–0   | 0–3     |
| CD Cristo Atlético   | 1–3          | Orihuela C.F.                | 0–1   | 1–2     |
| U.D. San Fernando    | 3–2          | Club Marino de Luanco        | 3–1   | 0–1     |
| Real Jaén C.F.       | 1–3          | U.D. Socuéllamos C.F.        | 1–1   | 0–2     |
| C.D. Laredo          | 4–6          | Deportivo Alavés "B"         | 3–2   | 1–4     |
| S.D. Ejea            | 2–1          | Rayo Vallecano de Madrid "B" | 2–0   | 0–1     |
| Racing Club Vilalbés | 0–0 (4–2 p.) | Atlético Pulpileño           | 0–0   | 0–0     |
| U.C.D. Burladés      | 1–7          | U.P. Plasencia               | 1–2   | 0–5     |

#### Segona Eliminatòria
Els nou equips campions que van perdre la seva eliminatòria d'ascens seran aparellats amb els vencedors de les eliminatòries disputades entre segons i quarts classificats, jugant-se el primer partit a casa de l'equip pitjor classificat en acabar la primera fase.
Els nou equips restants de l'anterior sorteig s'emparellaran amb els vencedors de l'eliminatòria entre tercers classificats
| Equip 1               | Global       | Equip 2               | Anada | Tornada |
| --------------------- | ------------ | --------------------- | ----- | ------- |
| R.S.D. Alcalá         | 1–3          | S.C.D. Durango        | 1–1   | 0–2     |
| Terrassa FC           | 2–3          | S.D. Compostela       | 2–0   | 0–3     |
| C.F. Salmantino       | 3–2          | U.D. Mutilvera        | 1–1   | 2–1     |
| S.D. Tarazona         | 4–5          | Unionistas C.F.       | 4–3   | 0–2     |
| Atlético Sanluqueño   | 2–2 (c.c.)   | R.C.D. Mallorca "B"   | 1–0   | 1–2     |
| Atlético Cirbonero    | 1–3          | Yeclano Deportivo     | 1–2   | 0–1     |
| S.D. Ejea             | 4–1          | CD Tenerife "B"       | 2–0   | 2–1     |
| Racing Club Vilalbés  | 1–2          | Atlético Levante U.D. | 1–1   | 0–1     |
| Deportivo Alavés "B"  | 2–5          | Cádiz C.F. "B"        | 0–2   | 2–3     |
| U.P. Plasencia        | 2–3          | Club Portugalete      | 1–2   | 1–1     |
| U.E. Eivissa          | 1–0          | Getafe C.F. "B"       | 0–0   | 1–0     |
| Orihuela C.F.         | 2–2 (5–4 p.) | A.D. Ceuta FC         | 1–1   | 1–1     |
| U.D. San Fernando     | 1–0          | S.D. Borja            | 1–0   | 0–0     |
| Náxara C.D.           | 2–6          | U.P. Langreo          | 2–1   | 0–5     |
| U.D. Socuéllamos C.F. | 5–0          | C.P. Cacereño         | 1–0   | 4–0     |
| C.D. Castellón        | 1–1 (c.c.)   | U.E. Sant Andreu      | 0–0   | 1–1     |
| U.M. Escobedo         | 1–4          | C.P. Villarrobledo    | 0–3   | 1–1     |
| Arandina C.F.         | 2–3          | U.D. Almería "B"      | 0–0   | 2–3     |

#### Tercera Eliminatòria
Els divuit vencedors de les eliminatòries del punt anterior seran aparellats entre si mitjançant sorteig
Els nou vencedors pujaran directament a Segona Divisió "B"
| Equip 1               | Global       | Equip 2               | Anada | Tornada |
| --------------------- | ------------ | --------------------- | ----- | ------- |
| Atlético Sanluqueño   | 6–2          | Yeclano Deportivo     | 3–0   | 3–2     |
| C.F. Salmantino       | 2–1          | S.D. Compostela       | 1–1   | 1–0     |
| U.D. San Fernando     | 0–3          | S.C.D. Durango        | 0–1   | 0–2     |
| U.E. Eivissa          | 1–1 (3–4 p.) | Atlético Levante U.D. | 1–0   | 0–1     |
| U.D. Socuéllamos C.F. | 2–3          | Unionistas C.F.       | 1–0   | 1–3     |
| S.D. Ejea             | 3–3 (c.c.)   | Cádiz C.F. "B"        | 1–1   | 2–2     |
| Orihuela C.F.         | 2–2 (c.c.)   | U.P. Langreo          | 2–1   | 0–1     |
| Club Portugalete      | 1–2          | C.D. Castellón        | 1–1   | 0–1     |
| C.P. Villarrobledo    | 3–8          | U.D. Almería "B"      | 3–6   | 0–2     |